# Куккунні
Куккунні (XIV ст. до н. е.) — цар Вілуси, сучасник хеттського царя Суппілуліуми I. Вважається, що в давньогрецькій міфіології відбився як Кікн, син Посейдона.

## Життєпис
Найдавніший з відомих на тепер володарів вілуси. Про його діяльність відомості обмежені, лише згадується в угоду царів Аласанду і Муваталлі II. Тут вказано, що Куккунні був предком Аласанду, можливо за жіночою лінією.
З договору відомо, що Куккунні був вірним васалом Хеттської держави, допомогаючи останній у війні проти царства Арцава. Можливо Піяма-Раду був його зятем.